# Yuya Kubo
Yūya Kubo (Yamaguchi, 24 de dezembro de 1993) é um futebolista japonês que atua como atacante no FC Cincinnati.

## Seleção
Yuya Kubo foi cortado da Seleção Japonesa de Futebol nas Olimpíadas de 2016.